# Gatas (Turre)
Die Ausgrabungen der Fundstelle Gatas liegt etwa 5 km vom Meer und 6,8 km zur damaligen Ortschaft, der Gemeinde Turre (Almería) in der Provinz Almería in Südostspanien. Sie zeugen von über 1500 Jahren Besiedlung. Dazu gehören auch Reste einer städtischen Höhensiedlung der El-Argar-Kultur der Bronzezeit. Gatas gilt als gut erforscht und brachte einige Besonderheiten zu Tage. Einzigartig unter allen Höhensiedlungen der El-Argar-Kultur sind die hier gefundenen unterirdischen Stollen oder „Galerías ciclópeas de Gatas“, also Bergstollen, gesichert mit Zyklopenmauerwerk, die von den belgischen Brüdern und Bergbau-Ingenieuren Henri und Luis Siret (1860–1934) um 1886 bei archäologischen Exkursen entdeckt und erkundet wurden.
Diese dienten nicht als Nekropole, sondern wahrscheinlich zur Wasserversorgung, welche die Bewohner während langer Trockenperioden unabhängig machte. So schreibt L. Siret: „Zweifellos hat Gatas den meisten Ruhm die Anwesenheit dieser zwei unterirdischen Stollen gegeben, echte Beispiele von Ingenieurskunst. Der Zweck dieses kuriousen Monuments scheint nicht für Zweifeln Anlass zu geben. Aus dem Inneren der Stadt, hinter dicken, massiven Wänden, dienten sie den Bewohnern sich selbst mit Wasser zu versorgen, wenn sie von Feinden belagert wurden.“

## Lage
Gatas liegt eher abseits, am Eingang zur Sierra de Cabrera, auf einem sonst unzugänglichen Berg Cerro del Judio auf 120 m Höhe ü. d. M. Lull vermutet Gatas als letzte Stadt auf dem Landweg und als erste auf dem vom Meer kommenden Weg.

## Chronologie
Nach den Gebrüdern Siret begannen fast genau hundert Jahre später neue Ausgrabungsphasen. Mit Pedro V. Castro Martinez u. a. wurden in den Jahren 1987, 1989 und 1991 Gräber untersucht, Robert Chapman u. a. (1986) und Jane E. Buikstra u. a. (auch 1989) führten eigene Erforschungen durch.
Da über einen so langen Zeitraum von unterschiedlichen Parteien ausgegraben wurde, war es anhand „gemeinsam und im Kontext“ gefundener „Leitfossilien“ alleine nicht möglich, eine exakte chronologische Abfolge der archäologischen Gegenstände am Fundort abzuleiten. Erst durch die Verfügbarkeit neuester wissenschaftlicher Methoden ab 1991, wie des Vergleichs von Daten kalibrierter Messungen mit der Radiocarbonmethode an 43 Entnahmestellen, war es gelungen, diese nun in sechs chronologisch zusammenhängende Epochen einzuteilen:
- GATAS I (ca. 2500–2200 v. u. Z.) als Präargarische Periode angesehen.
- GATAS II (ca. 2200–1950 v. u. Z.)
- GATAS III (ca. 1950–1700 v. u. Z.)
- GATAS IV (ca. 1700–1500 v. u. Z.)
- GATAS V (ca. 1500–1300 v. u. Z.)
- GATAS VI (ca. 1300–1000 v. u. Z.) als Postargarische Periode eingestuft.

Ganz aufgegeben wurde die Siedlung wahrscheinlich um 950 v.u. Z.

## Wichtige Funde
Neben den oben beschriebenen Bauwerken der Befestigungsanlage wurden nur Gegenstände und Werkzeuge gefunden, die mit großer Sicherheit innerhalb der Siedlung hergestellt wurden, landwirtschaftliche Werkzeuge oder Lebensmittel allerdings bisher nicht.

### Metallurgie
Als sicher gilt, dass in Gatas der gesamte metallurgische Prozess durchgeführt wurde, nachgewiesen anhand Fragmenten geschmolzenem Kupfererzes, zur Reparatur wiederverschweißter Abfallstücke und Fragmenten einer Axt-Gußform. Reste von Kupfererz und Schlagbolzen sowie scharfer Spitzen deuten darauf hin, dass die erste Erz-Behandlung auch in der Siedlung durchgeführt wurde.

### Nekropole
Siret und Lull beschreiben 18 Gräber, deren Grabbeigaben vermutlich abhängig vom sozialen Stand der Bestatteten variierten:
acht davon in Steinkisten, sieben in einfachen Grabgruben und drei in Urnengräbern/Pithoi-Gräbern.
Neun dieser Gräber enthielten nur einfache Keramik oder keine Beigaben, in drei weiteren fand man neben Hiebmessern auch Äxte, aber keine Keramik, und nur ein Urnengrab, das Grab Nr. 2, von der vermutlich wohlhabendsten Frau der Ansiedlung, enthielt zehn Silberschmuck-Objekte, einschließlich eines Diadem-Gürtels. Die Art und Verteilung der Bestattungsbeigaben in Gatas spiegeln daher Funde und die sich daraus abgeleiteten Sozialstrukturen der Ausgrabungen in La Pernera, El Oficio, Lugarico Viejo und Fuente Vermeja wider.
Öffentlich ausgestellt ist ein Teil der Funde im Museum von Almería, der größte Teil der Grabbeigaben in der Siret Collection in den Königliche Museen für Kunst und Geschichte (Brüssel), laut deren Webseite aber ist die Ausstellung zur Zeit (April 2016) geschlossen und wird renoviert.

## Archäologischer Diskurs
Trotz der hohen Übereinstimmung der in Gatas gefundenen Bestattungsrituale mit der der El-Argar-Kultur kommen durch die Einzigartigkeit und Eigenständigkeit der gezeigten Ingenieurskunst beim Bau der unterirdischen Wasserversorgung und den Befestigungsmauern aus Zyklopenmauerwerk, aber auch aufgrund der Durchführung des gesamten Metallurgie-Prozesses dem Archäologen Vincente Lull Zweifel, inwieweit die damalige Stadt Gatas tatsächlich im Netzwerk der El-Argar-Höhensiedlungen eingebunden war. Wichtig wäre ihm eine mit Sicherheit argarische Verknüpfung mit den beiden Bergstollen und den Befestigungsmauern zu etablieren.
Er schreibt: „Das Kuriose ist, dass in einer Kultur wie die der El Argar, von der wir einhundertfünzig Ausgrabungsstätten kennen, nur in einer von ihnen solche Werke vorgefunden haben. Wenn diese Bergstollen argarischer Herkunft sind, sollten wir bedenken:
1. Gatas wäre die Siedlung mit den technisch am weitesten entwickelten Produktionsmitteln.
2. Die Kommunikation von technologischen Entwicklung wäre kaum in unserer Kultur und in dieser überhaupt nicht existent.
3. Die Homogenität des Materials kann nicht durch Kontakt und den Austausch von Ideen erklärt werden.

Oder zum Schluss, dass es sich um ein einzelnes Ereignis in einer Siedlung handelt, die uns nicht erlaubet Rückschlüsse auf die Produktivkräfte und Produktionsverhältnisse der gesamten Kultur zu ziehen wäre außergewöhnlich.“